# Ферстер, Иван Иванович
Иван Ива́нович Ферстер (1752—1807) — генерал-лейтенант, Архангельский военный губернатор.

## Биография
Родился в 1752 году. В военную службу вступил в 1766 году. 1 января 1772 года произведён в капитаны. Служил в Тобольском и Выборгском пехотных полках.
14 июня 1776 года Ферстер получил чин поручика Сухопутного шляхетского кадетского корпуса и 22 декабря 1778 года произведён в капитаны.
26 июня 1791 года Ферстер вновь был назначен состоять по армии с чином полковника Полоцкого пехотного полка. Принимал участие в завершающих сражениях русско-турецкой войны 1787—1792 годов. 18 марта 1792 года, будучи полковником Святониколаевского гренадерского полка, был награждён орденом св. Георгия 4-й степени (№ 468 по кавалерскому списку Судравского и № 894 по списку Григоровича — Степанова)
За храбрые и мужественные подвиги, оказанные в сражении при Мачине.
4 июня 1797 года Ферстер был произведён в генерал-майоры и назначен шефом Тамбовского мушкетёрского полка. Во главе этого полка он принял участие в Итальянском и Швейцарском походах, во время этих походов он также состоял дежурным генералом при штабе Суворова. За отличие 22 января 1799 года произведён в генерал-лейтенанты и 29 октября того же года награждён орденом св. Александра Невского.
24 января 1803 года Ферстер был назначен Архангельским военным губернатором и шефом Архангелогородского гарнизонного полка.
Скончался 7 июня 1807 года в Архангельске, из списков исключён 27 июня.